# Stefan Lehner (Pokerspieler)
Stefan Lehner ist ein österreichischer Pokerspieler. Er gewann 2022 ein Bracelet bei der World Series of Poker.

## Persönliches
Lehner ist mit der Pokerspielerin Jessica Teusl liiert.

## Pokerkarriere
Lehner spielt auf der Onlinepoker-Plattform GGPoker unter dem Nickname C3H5N3O6.
Seine erste Geldplatzierung bei einem Live-Pokerturnier erzielte Lehner im Juni 2016 im Planet Hollywood Resort and Casino in Paradise am Las Vegas Strip. Im Juni 2017 war er erstmals bei der World Series of Poker (WSOP) im Rio All-Suite Hotel and Casino am Las Vegas Strip erfolgreich und kam bei zwei Turnieren der Variante No Limit Hold’em in die Geldränge. Beim PokerStars Caribbean Adventures auf den Bahamas gewann er Mitte Januar 2018 sein erstes Live-Event und sicherte sich aufgrund eines Deals mit Gianluca Speranza ein Preisgeld von über 55.000 US-Dollar. Ab Juli 2020 erzielte der Österreicher bei der aufgrund der COVID-19-Pandemie erstmals ausgespielten World Series of Poker Online insgesamt 16 Geldplatzierungen bei GGPoker. Auch bei der WSOP Online 2021 kam er neunmal auf die bezahlten Plätze, dabei sicherte er sich sein höchstes Preisgeld von über 100.000 US-Dollar für den vierten Platz im Fifty Stack. Anfang März 2022 entschied Lehner das Main Event der Casinos Austria Poker Tour in Seefeld in Tirol für sich und erhielt den Hauptpreis von knapp 85.000 Euro. Bei der WSOP 2022, die erstmals im Bally’s Las Vegas und Paris Las Vegas ausgespielt wurde, gewann er ein Event in No Limit Hold’em mit 1240 Teilnehmern und sicherte sich eine Siegprämie von knapp 560.000 US-Dollar sowie ein Bracelet.
Insgesamt hat sich Lehner mit Poker bei Live-Turnieren knapp eine Million US-Dollar erspielt.